# Larry Bird
Larry Bird   (West Baden Springs, 7 de desembre de 1956) va ser un dels més grans i complets jugadors de bàsquet de la història de l'NBA. Fa 2,06 metres d'alçada, i només va jugar en un equip com a professional, als Boston Celtics (1979-1992) amb els que va guanyar 3 campionats de l'NBA (1981, 1984 i 1986). El 1992 va formar part del Dream Team amb el qual va obtenir la medalla d'or als Jocs Olímpics de Barcelona. Va ser conegut amb el sobrenom de Larry Legend.

## Biografia
Bird va néixer a West Baden Springs, Indiana, i és fill de Claude Joseph "Joe" Bird i Georgia Kerns. Va ser el quart de sis fills. Els seus germans es diuen Mike, Mark, Jeff i Eddie i la seva germana Linda. Va créixer entre el seu poble natal i la veïna localitat de French Lick, d'aquí li vé el seu sobrenom de "the Hick from French Lick" (el passarell de French Lick). La seva família va patir problemes econòmics durant tota la seva infantesa. En una entrevista concedida a Sports Illustrated el 1988 recordava com la seva mare encarava aquest problemes econòmics: Si tenia un deute amb el banc i nosaltres necessitavem sabates, ella aconseguia les sabates i negociava amb el banc. No vull dir que no pagués els deutes però els seus fills erem sempre el primer, Diverses vegades en Larry va ser enviat a viure amb els seus avis degut als problemes econòmics. El fet de ser pobre durant la infància, suposa una motivació avui en día, va dir a la revista nord americana.
Aquestes dificultats de la família Bird es veien incrementades a causa de l'alcoholisme del pare, en Joe Bird. Al 1974, mentre en Larry estava a high school els seus pares es van divorciar, un any més tard, el 3 de febrer de 1975, el seu pare es va suïcidar amb una arma de foc.
Durant el seu segon any al high school Springs Valley, va arribar a ser un dels millors jugadors de French Lick, i quan va deixar l'institut era el màxim encistellador de la història del centre. El seu retrat penja de l'escola, actualment està situada al carrer Larry Bird Boulevard.
Bird es va casar amb Dinah Mattingly el 1989. Han adoptat dos fills, Conner i Mariah. Bird també té una filla biològica anomenada, Corrie, d'un primer matrimoni.

## Trajectòria professional

### Universitat
L'any 1974 Bird va rebre una beca per jugar al bàsquet universitari a la prestigiosa Universitat d'Indiana, els Hoosiers, que en aquell moment posseïa el millor programa de bàsquet del país, i estava dirigit pel mític Bobby Knight, però la magnitud de la institució va aclaparar tant a Bird que en menys d'un més va tornar a French Lick, on es va inscriure durant un any al Northwood Institute de West Baden. I va treballar en diversos oficis municipals fins que al cap d'un any s'enrolà en les files de la més petita Universitat d'Indiana State. Va tenir una reeixida carrera de tres anys amb els Sycamores, ajudant a assolir el torneig de la NCAA per primera vegada en la història de l'escola i portant-los a la final de la NCAA contra la Universitat de Michigan State, on en aquells temps brillava amb llum pròpia un noi anomenat Magic Johnson. Va perdre el partit per 75–64, amb Bird marcant 19 punts però fent només un 7 de 21 llançaments, o sigui un 33.3% en el tir.
A nivell individual, va guanyar diversos premis, com el prestigiós Naismith Award, va ser triat Jugador de l'any per la coneguda revista esportiva Sporting News, triat en dues ocasions en el millor quintet nacional, i promitjant 30,3 punts (cinquena millor marca de la història de la NCAA), 13,3 rebots i 4,3 assistències liderant als Sycamores a un record de 81 victòries i 13 derrotes durant la seva estada a l'equip.

#### Estadístiques en la universitat
Font:
| Any     | Equip         | PJ | PT | Min  | %TC  | %T3 | %TL  | RPP  | APP | ROB | TPP | PPP  |
| ------- | ------------- | -- | -- | ---- | ---- | --- | ---- | ---- | --- | --- | --- | ---- |
| 1976–77 | Indiana State | 28 | …  | 36.9 | .544 | …   | .840 | 13.3 | 4.4 | …   | …   | 32.8 |
| 1977–78 | Indiana State | 32 | …  | …    | .524 | …   | .793 | 11.5 | 3.9 | …   | …   | 30.0 |
| 1978–79 | Indiana State | 34 | …  | …    | .532 | …   | .831 | 14.9 | 5.5 | …   | …   | 28.6 |
| Total   |               | 94 | …  | …    | .533 | …   | .822 | 13.3 | 4.6 | …   | …   | 30.3 |

### Professional
Malgrat el seu brillant currículum universitari, no va ser escollit pels Boston Celtics en el draft de 1978 fins al setè lloc, en el qual va resultar ser una nova jugada mestra de Red Auerbach. Al Celtics formaria, al costat de Robert Parish i Kevin McHale, la columna vertebral de l'equip al llarg de la dècada dels vuitanta. En aquests temps també militarien al Boston jugadors de la talla de Cedric Maxwell, Bill Walton, Dennis Johnson o Danny Ainge. Durant aquest període, Bird va aconseguir tres anells de l'NBA, en les temporades 80/81, 83/84 i 85/86. A més, va disputar dos Finals de l'NBA contra els Los Angeles Lakers en les temporades 84/85 i 86/87 i va aconseguir guanyar també el premi del novençà de l'any el 1980 (superant una gran temporada de Magic Johnson), el MVP (jugador més valuós) de l'NBA el 1984, 1985 i 1986 i el concurs de triples de l'All-Star Game en tres ocasions. L'entrenador amb el qual Larry Bird va aconseguir la major part dels seus èxits va ser K.C. Jones. A més de les seves qualitats com a jugador, Bird posseïa un caràcter guanyador que el feia especial.
Bird va participar també amb la selecció nacional dels EUA en els Jocs Olímpics de Barcelona de 1992, equip que va ser més conegut com el Dream Team, perquè comptava entre els seus jugadors, a part del mateix Bird, amb altres grans jugadors de la història de l'NBA, com ara Charles Barkley, Michael Jordan, Scottie Pippen, i Magic Johnson, entre d'altres. Després d'aquesta Olimpíada, Bird es va retirar, a causa d'una lesió en els nervis de l'esquena. Darrere seu va deixar unes estadístiques de més de 24 punts, 10 rebots i 6 assistències per partit.

#### Estadístiques a l'NBA
| Any     | Equip  | PJ  | PT  | Min  | %TC  | %T3  | %TL  | RPP  | APP | ROB | TPP | PPP  |
| ------- | ------ | --- | --- | ---- | ---- | ---- | ---- | ---- | --- | --- | --- | ---- |
| 1979-80 | Boston | 82  | 82  | 36.0 | .474 | .406 | .836 | 10.4 | 4.5 | 1.7 | .6  | 21.3 |
| 1980-81 | Boston | 82  | 82  | 39.5 | .478 | .270 | .863 | 10.9 | 5.5 | 2.0 | .8  | 21.2 |
| 1981-82 | Boston | 77  | 58  | 38.0 | .503 | .212 | .863 | 10.9 | 5.8 | 1.9 | .9  | 22.9 |
| 1982-83 | Boston | 79  | 79  | 37.7 | .504 | .286 | .840 | 11.0 | 5.8 | 1.9 | .9  | 23.6 |
| 1983-84 | Boston | 79  | 77  | 38.3 | .492 | .247 | .888 | 10.1 | 6.6 | 1.8 | .9  | 24.2 |
| 1984-85 | Boston | 80  | 77  | 39.5 | .522 | .427 | .882 | 10.5 | 6.6 | 1.6 | 1.2 | 28.7 |
| 1985-86 | Boston | 82  | 81  | 38.0 | .496 | .423 | .896 | 9.8  | 6.8 | 2.0 | .6  | 25.8 |
| 1986-87 | Boston | 74  | 73  | 40.6 | .525 | .400 | .910 | 9.2  | 7.6 | 1.8 | .9  | 28.1 |
| 1987-88 | Boston | 76  | 75  | 39.0 | .527 | .414 | .916 | 9.3  | 6.1 | 1.6 | .8  | 29.9 |
| 1988-89 | Boston | 6   | 6   | 31.5 | .471 | --   | .947 | 6.2  | 4.8 | 1.0 | .8  | 19.3 |
| 1989-90 | Boston | 75  | 75  | 39.3 | .473 | .333 | .930 | 9.5  | 7.5 | 1.4 | .8  | 24.3 |
| 1990-91 | Boston | 60  | 60  | 38.0 | .454 | .389 | .891 | 8.5  | 7.2 | 1.8 | 1.0 | 19.4 |
| 1991-92 | Boston | 45  | 45  | 36.9 | .466 | .406 | .926 | 9.6  | 6.8 | .9  | .7  | 20.2 |
| Total   | Total  | 897 | 870 | 38.4 | .496 | .376 | .886 | 10.0 | 6.3 | 1.7 | .8  | 24.3 |

| Any   | Equip  | PJ  | PT  | Min  | %TC  | %T3  | %TL  | RPP  | APP | ROB | TPP | PPP  |
| ----- | ------ | --- | --- | ---- | ---- | ---- | ---- | ---- | --- | --- | --- | ---- |
| 1980  | Boston | 9   | 9   | 41.3 | .469 | .267 | .880 | 11.2 | 4.7 | 1.6 | .9  | 21.3 |
| 1981  | Boston | 17  | 17  | 44.1 | .470 | .375 | .894 | 14.0 | 6.1 | 2.3 | 1.0 | 21.9 |
| 1982  | Boston | 12  | 12  | 40.8 | .427 | .167 | .822 | 12.5 | 5.6 | 1.9 | 1.4 | 17.8 |
| 1983  | Boston | 6   | 6   | 40.0 | .422 | .250 | .828 | 12.5 | 6.8 | 2.2 | .5  | 20.5 |
| 1984  | Boston | 23  | 23  | 41.8 | .524 | .412 | .879 | 11.0 | 5.9 | 2.3 | 1.2 | 27.5 |
| 1985  | Boston | 20  | 20  | 40.8 | .461 | .280 | .890 | 9.1  | 5.8 | 1.7 | 1.0 | 26.0 |
| 1986  | Boston | 18  | 18  | 42.8 | .517 | .411 | .927 | 9.3  | 8.2 | 2.1 | .6  | 25.9 |
| 1987  | Boston | 23  | 23  | 44.1 | .476 | .341 | .912 | 10.0 | 7.2 | 1.2 | .8  | 27.0 |
| 1988  | Boston | 17  | 17  | 44.9 | .450 | .375 | .894 | 8.8  | 6.8 | 2.1 | .8  | 24.5 |
| 1990  | Boston | 5   | 5   | 41.4 | .444 | .263 | .906 | 9.2  | 8.8 | 1.0 | 1.0 | 24.4 |
| 1991  | Boston | 10  | 10  | 39.6 | .408 | .143 | .863 | 7.2  | 6.5 | 1.3 | .3  | 17.1 |
| 1992  | Boston | 4   | 2   | 26.8 | .500 | .000 | .750 | 4.5  | 5.3 | .3  | .5  | 11.3 |
| Total | Total  | 164 | 162 | 42.0 | .472 | .321 | .890 | 10.3 | 6.5 | 1.8 | .9  | 23.8 |

### Retirada
Al febrer de 1993 el Boston Garden es va omplir per acomiadar al millor jugador de la història de la franquícia. Un homenatge que va començar amb la seva mare Georgia Bird i va acabar igual que va començar tot, amb una trobada entre Larry y Magic. El qual va deixar una frase per la història que defineix perfectament la magnitud d'en Larry Bird:
“Solament m'has enganyat quan em vas dir que algun dia hi hauria un altre Larry Bird. Bé Larry, mai hi haurà un altre Larry Bird”.
El 1997 va ser contractat per a ser entrenador dels Indiana Pacers. En tres temporades com tècnic va tenir una marca de 147 victòries contra 67 derrotes, i en la seva primera temporada, va guanyar el premi al tècnic de l'any (temporada 1997-1998), arribant l'any 2000 a les Finals de l'NBA.
Bird va renunciar com a entrenador després d'una aparició a les Finals de l'NBA de l'any 2000, encara que el 2003 va tornar a signar amb l'equip d'Indianàpolis per a exercir com a director esportiu, el qual va guanyar el premi d'executiu de l'any (temporada 2011-2012).
Durant els anys 1980 i 1990, Bird va ser amo d'un restaurant en Terre Haute anomenat el "Larry Bird's Boston Connection". Actualment és propietat de Quality Inn.

## Premis
Com a jugador :
- 3 vegades Campió de l'NBA (1981, 1984 i 1986).
- 2 vegades triat Jugador més Valuós de les Finals (1984 i 1986).
- 3 vegades escollit Jugador més Valuós de l'NBA (1984, 1985, i 1986).
- 12 vegades All Star (1980-1988, 1990-1992).
- Escollit Jugador més Valuós del partit del All Star (1982).
- 9 vegades escollit en el Millor quintet de l'NBA (1980-1988).
- Escollit com a integrant del segon millor quintet de l'NBA (1990).
- 3 vegades escollit en el segon millor equip defensiu de la lliga NBA (1982-1984).
- Triat Rookie de l'any de l'NBA (1980).
- 3 vegades campió del Concurs de Triples del All Star (1986-1988).
- Escollit Atleta de l'any per la Associated Press (1986).
- La seva samarreta amb el número 33 ha estat retirada pels Boston Celtics.
- Fou nominat un dels 50 millors jugadors de la història de l'NBA (1996).
- Millor percentatge de tirs lliures en 4 ocasions.

Com a entrenador :
- Entrenador del partit d'All Star Game de l'NBA (1998).
- Triat Entrenador de l'any de l'NBA (1998).

Com a executiu :
- Triat Executiu de l'any (2012).